# GOLDEN☆BEST 西田佐知子
『GOLDEN☆BEST 西田佐知子』（ゴールデン・ベスト にしださちこ）は、西田佐知子のベスト・アルバム。2003年11月26日発売。発売元はユニバーサルミュージック。規格品番：UICZ-6041。

## 解説
さまざまなレコード会社の共同企画で発売されている“ゴールデン☆ベスト”シリーズの中の1枚で、1960年代を代表する女性歌手のひとり、西田佐知子の廉価版ベスト・アルバム。リマスタリング音源のため、過去のベスト盤より音質が向上している。
『NHK紅白歌合戦』で歌われた全9曲を含めた代表曲が収録されている。かけ出しの頃の筒美京平が作曲した「くれないホテル」は広く知られてはいないものの、筒美の楽曲だけが収録された集大成CD-BOX『THE HIT MAKER -筒美京平の世界-』（2006年4月5日発売：MHCL-771/6）にも、数多い筒美作品の中から選ばれ収録された。
歌詞ブックレット冒頭には、2ページにわたって西田の芸歴を振り返ったライナーノーツ付。CDジャケットは、収録曲のレコード盤ジャケット写真を並べ掲載している。

## 収録曲
1. アカシアの雨がやむとき（3:32）
  - 作詞:水木かおる、作曲・編曲:藤原秀行
  - 第13回・第20回NHK紅白歌合戦 歌唱曲
  - 日本グラモフォン（現・ユニバーサルミュージック）から発売された4枚目のシングル。
2. 死ぬまで一緒に（3:38）
  - 作詞:水木かおる、作曲・編曲:藤原秀行
3. コーヒールンバ（3:47）
  - 訳詞:中沢清、作曲:J.M.Perroni、編曲:川上義彦
  - 第12回NHK紅白歌合戦 歌唱曲
  - カバーの定番で、荻野目洋子・井上陽水・工藤静香らが歌っている。
4. 信じていればこそ（3:38）
  - 作詞:若山かほる、作曲・編曲:中島安敏
5. 一対一のブルース（2:49）
  - 作詞:梅本たかし、作曲:望月弘、編曲:藤原秀行
  - 1962年のヴォーカル再録音版
6. エリカの花散るとき（3:40）
  - 作詞:水木かおる、作曲・編曲:藤原秀行
  - 第14回NHK紅白歌合戦 歌唱曲
7. 故郷のように（2:14）
  - 作詞:永六輔、作曲・編曲:中村八大
8. 東京ブルース（3:35）
  - 作詞:水木かおる、作曲・編曲:藤原秀行
  - 第15回NHK紅白歌合戦 歌唱曲
9. 博多ブルース（3:25）
  - 作詞:水木かおる、作曲・編曲:藤原秀行
10. メリケン・ブルース（3:10）
  - 作詞:滝田順、作曲・編曲:伊部晴美
11. 赤坂の夜は更けて（3:33）
  - 作詞・作曲:鈴木道明、編曲:川上義彦
  - 第16回NHK紅白歌合戦 歌唱曲
12. 女の意地（3:58）
  - 作詞・作曲:鈴木道明、編曲:川上義彦
  - 第21回NHK紅白歌合戦 歌唱曲。
  - 元々は「赤坂の夜は更けて」のB面曲で、1970年から1971年にリバイバル・ヒットした。
13. 裏町酒場（3:08）
  - 作詞:水木かおる、作曲・編曲:藤原秀行
14. 雨の夜曲（ノクターン）（3:36）
  - 作詞:水木かおる、作曲:藤原秀行、編曲:竹内一朗
15. 信じていたい（2:36）
  - 作詞:塚田茂、作曲・編曲:宮川泰
  - 第17回NHK紅白歌合戦 歌唱曲
16. 涙のかわくまで（2:38）
  - 作詞:塚田茂、作曲・編曲:宮川泰
  - 第18回NHK紅白歌合戦 歌唱曲
17. 夜霧のむこうに（3:30）
  - 作詞:三浦やす代、作曲:オダ・マナブ、編曲:伊部晴美
18. あの人に逢ったら（3:11）
  - 作詞:岩谷時子、作曲・編曲:宮川泰
  - 第19回NHK紅白歌合戦 歌唱曲
19. くれないホテル（3:20）
  - 作詞:橋本淳、作曲・編曲:筒美京平
20. 星のナイト・クラブ（3:07）
  - 作詞:橋本淳、作曲・編曲:筒美京平
21. 気になるあなた（3:21）
  - 作詞:塚田茂、作曲:中村泰士、編曲:山本幸三郎
22. 神戸で死ねたら（3:58）
  - 作詞:鈴木淳、作曲・編曲:三木たかし